# NGC 4282
NGC 4282 ist eine linsenförmige Zwerggalaxie vom Hubble-Typ S0/a im Sternbild Jungfrau nördlich der Ekliptik. Sie ist schätzungsweise 38 Millionen Lichtjahre von der Milchstraße entfernt und hat einen Durchmesser von etwa 15.000 Lj. Die Galaxie wird unter der Katalognummer VCC 411 als Mitglied des Virgo-Galaxienhaufens gelistet.

Im selben Himmelsareal befinden sich u. a. die Galaxien NGC 4266, NGC 4270, NGC 4281, NGC 4287.
Das Objekt wurde am 26. Mai 1864 von Albert Marth entdeckt.